# Guido Bodrato
Guido Bodrato (Monteu Roero, 27 marzo 1933 – Chieri, 8 giugno 2023) è stato un politico ed economista italiano.

## Biografia
Laureato in giurisprudenza a Torino, fu ricercatore universitario e lavorò poi in un istituto di ricerca economica. Esponente della Democrazia Cristiana e iscritto al Movimento Federalista Europeo, fu eletto deputato al Parlamento italiano (1968-1994) ed europeo (1999-2004), dopo essere stato a lungo consigliere comunale a Torino. Dopo aver sperimentato le primarie, fu capolista della DC alle amministrative torinesi del 1985, favorendo il rovesciamento della precedente maggioranza di sinistra. Fu insieme a Donat-Cattin il leader della corrente democristiana Forze Nuove. Divenne poi stretto collaboratore di Benigno Zaccagnini e fondatore (insieme a Martinazzoli, Galloni, Granelli, Elia e altri) dell'Area Zac.
Ricoprì l'incarico di Ministro della pubblica istruzione dal 1980 al 1982 (nei governi Forlani e Spadolini I e II); dal 1982 al 1983 fu Ministro del bilancio e della programmazione economica nel V governo Fanfani. Dopo l'esperienza di vicesegretario unico della Democrazia Cristiana (dapprima con la segreteria De Mita e poi con quella Forlani, ai tempi della quale ha contrastato in particolare la legge Mammì sul sistema radiotelevisivo), rientrò al governo (Andreotti VII, dal 1991 al 1992) come Ministro dell'industria e commercio. Commissario della DC a Milano all'epoca della bufera di Tangentopoli, sostenne il rinnovamento voluto dalla segreteria Martinazzoli e ha appoggiato il passaggio al Partito Popolare Italiano.
Dall'ottobre 1995 al 1999 fu direttore politico del quotidiano Il Popolo. Nel 1999 fu capolista dei Popolari alle elezioni europee nella circoscrizione nord-ovest e venne eletto europarlamentare con oltre 40.000 preferenze. Al Parlamento europeo fu il capodelegazione dei Democratico Cristiani Italiani nel Partito Popolare Europeo e tra i fondatori, insieme al francese François Bayrou, del Gruppo Schuman. Con i popolari francesi, catalani e belgi, decise nel 2004 l'uscita dei democristiani dal PPE, ritenendo impossibile il connubio con i conservatori.
Bodrato è morto la sera dell'8 giugno del 2023 per problemi di salute legati all'anzianità; poche settimane prima aveva perso la moglie, Irma Galli, insegnante, anch'essa impegnata politicamente. I funerali sono stati celebrati nel Duomo di Chieri il 12 giugno successivo.

## Opere
- Contestazione e politica, Forze Nuove, Torino 1972
- Andare avanti, La tartaruga, Roma 1976
- Il sindacato in una moderna democrazia, La tartaruga, Roma 1976
- Una democrazia difficile, Edizioni libera cultura, 1979
- Il potere degli spot, Rusconi editore, Milano 1991
- Don Chisciotte o Davide, Cinque Lune, Roma 1997
- I popolari e la politica di centro-sinistra, Edizioni Il Popolo, Roma 1998
- L'Europa popolare, Edizioni Il Popolo, Roma 1999
- Scalare l'Himalaya, Edizioni Ppe, Roma 2001
- I confini dell'Europa, Edizioni Ppe, Roma 2002
- Tempo di parola, Edizioni Ppe, Roma 2004
- L'Europa [im]possibile, Portalupi editore, Casale Monferrato 2004
- con Corrado Belci, 1978. Moro, la Dc, il terrorismo, Morcelliana, Brescia 2006
- L'inganno del bipolarismo. Diario politico da bordo campo (2005-2013), Cittadella editrice, Assisi, 2013